# モンゴル文字

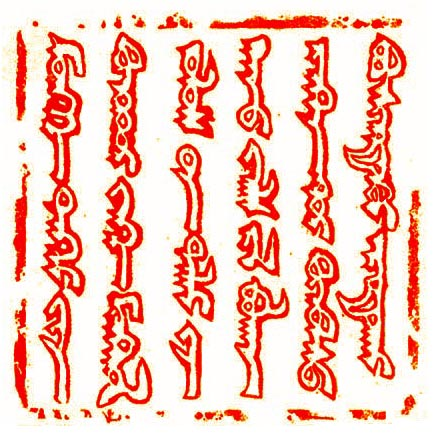
インノケンティウス4世宛のグユクの勅書の朱印。モンゴル語で「長生なる天の力に依りて。イエケ・モンゴル・ウルスの海（ダライ）のカンの勅…」とある

モンゴル文字（モンゴルもじ、蒙古文字〔もうこもじ〕、蒙: Монгол бичиг, Mongγol bičig、モンゴル文字：ᠮᠣᠩᠭᠣᠯ
ᠪᠢᠴᠢᠭ᠌）は、13世紀ごろウイグル文字から派生した文字で、主にモンゴル語を表記する。フドゥム、胡都木とも。専ら縦書きされ、行は左から右へ綴られる（左縦書き）。
現在は主に中華人民共和国内モンゴル自治区で使われている ほか、長らくキリル文字を使用していたモンゴル国では1994年以降義務教育化され、歴史と伝統・文化の象徴として書道 やクラフトアートをはじめとした芸術作品に活用されている。

## 歴史
モンゴル文字は、ウイグル文字そのものでモンゴル語を筆写していた時期の古典的な「ウイグル式モンゴル文字」と、子音や母音の文字の整備がより進んだ「現代モンゴル文字」の 2 種類に大別される。

### モンゴル帝国時代の「モンゴル文字」
モンゴル部がオノン川で発祥した時には元来文字を持たなかった。1204年にチンギス・ハーンがナイマン王国を攻略したとき、捕虜となったナイマンの宰相でウイグル人であったタタ・トゥンガ（塔塔統阿）という人物がチンギスの下問に答えて国璽と文字の効用を説いたことにより、モンゴルでも国事の遂行に印璽を使用するようになり、モンゴル人の子弟にウイグル文字を習わせた、とされている。1222年にチンギス・カンの宮廷を訪れた丘処機が長生の術についてチンギスに講じた内容を、ウイグル人の書記がウイグル文字で記録していたという記事が『長春真人西遊記』にある。チンギス、オゴデイ、グユクの時代に活躍したウイグル人書記官チンカイはナイマン、ケレイト攻略以前にチンギスの幕下で活動しており、ナイマン攻略前後からモンゴルはウイグル文字と接触し、その存在を意識していた可能性は高い。1246年に即位したグユクがローマ教皇インノケンティウス4世に宛てたペルシア語による勅書がバチカンに現存するが、この書簡の書面にウイグル文字モンゴル語による銘文をもつ印璽が2か所捺されており、これが絶対年代が判明している最古のモンゴル語とモンゴル文字の資料となっている（1226年頃にチンギス・カンの甥イェスンゲが射た遠矢の記録を記念したいわゆる「イェスンゲ紀功碑」が最古のモンゴル文字とされているが、記念碑の建立年代には異論もある）。
モンゴル帝国および大元ウルスでモンゴル語の筆写に使用されていた、いわゆる「モンゴル文字」として知られている文字は、当時漢語では「畏兀児文字」、同時代のイルハン朝などで書かれたペルシア語資料でも khaṭṭ-i Uyghrī （ウイグルの文字）と称されており、飽くまでも「ウイグル文字」であって「モンゴル文字」とは呼ばれていなかった。モンゴル語の筆写にはウイグル文字がそのまま使用されていたため、正書法もウイグル文字そのものであった。このようにモンゴル語を筆写するために書かれた当時のウイグル文字を、敢えてウイグル語文書などのウイグル文字と区別するために「ウイグル式モンゴル文字」と称される場合もある。
なお、大元ウルスで「蒙古字」ないし「蒙古新字」と称されていたのは、チベット文字を基にチベット人僧侶パクパ（パスパ）がつくったパスパ文字である。
清では満洲文字、漢文と共に三体と呼ばれ、三体は公用文字として公文書には必ず用いられた。

### モンゴル国における文字事情
なお、歴史上モンゴル語の表記には別系統の文字も数種類使用されている。ソビエト連邦の影響下に組み込まれたモンゴル人民共和国ではキリル文字による表記が一般化したが、新生モンゴル国が発足した頃からモンゴル文字の使用が見直されてきている。一時はキリル文字表記からモンゴル文字表記への全面的な切り替えが計画され小中学校での教育が始まったが、一般国民の間では歴史と伝統・文化の象徴と見なされてはいるものの、「モンゴル文字」イコール「話しことばとは無関係の文語」というイメージが定着してしまっている上、横書きができないという弱点を抱えていることもあって、いまだ完全な移行にいたっていない。ただ、モンゴル政府は、2025年から公文書でモンゴル文字とキリル文字を併用することを目指している。

### 他の文字への派生
モンゴル文字を基にしてつくられた文字として、明の時代にヌルハチがつくらせた満洲語の満洲文字、モンゴル諸語のオイラト語を表記するために考案されたトド文字がある。

## 文字
| Unicode    | IPA     | モンゴル文字 | モンゴル文字  | モンゴル文字 | パスパ文字 | 元朝秘史訳音漢字                                                                  | ラテン文字転写 | キリル文字    | 注 |
| Unicode    | IPA     | 語頭         | 語中          | 語末         | パスパ文字 | 元朝秘史訳音漢字                                                                  | ラテン文字転写 | キリル文字    | 注 |
| ---------- | ------- | ------------ | ------------- | ------------ | ---------- | --------------------------------------------------------------------------------- | -------------- | ------------- | --- |
| U+1820 (ᠠ) | [a]     |              |               |              |            | 阿（1-7-3）                                                                       | a              | А             | 語頭を除き、a,e は同形。aは男性語、eは女性語で使われる。子音b,pの後、または女性語の子音k,gの後の本母音の語末形は左にカーブする。                                                                                         |
| U+1821 (ᠡ) | [e]     |              |               | 額（1-4-2）  | e          | Э                                                                                 |                |               | 語頭を除き、a,e は同形。aは男性語、eは女性語で使われる。子音b,pの後、または女性語の子音k,gの後の本母音の語末形は左にカーブする。                                                                                         |
| U+1822 (ᠢ) | [i]     |              | [ 10 ] [ 11 ] |              |            | 亦（8-3-1）                                                                       | i, yi          | И, Й, Ы, Ь    | 対応する音声言語では、語中の他の母音の影響を受けて様々な母音が対応する。 |
| U+1823 (ᠣ) | [ɔ]     |              |               |              |            | 斡（1-20-1）、兀（1-11-3）                                                        | o              | О             | o,uは同じ語形。先頭以外の音節ではoは起こらない。 |
| U+1824 (ᠤ) | [o]     | u            | У             |              |            | 斡（1-20-1）、兀（1-11-3）                                                        |                |               | o,uは同じ語形。先頭以外の音節ではoは起こらない。 |
| U+1825 (ᠥ) | [ɵ]     |              |               |              |            | 斡（6-18-1）、兀（5-6-2）                                                         | ö              | Ө             | ö,üは同じ語形。先頭以外の音節ではöは起こらない。この字母は、uと iの合字。 |
| U+1826 (ᠦ) | [u]     | ü            | Ү             |              |            | 斡（6-18-1）、兀（5-6-2）                                                         |                |               | ö,üは同じ語形。先頭以外の音節ではöは起こらない。この字母は、uと iの合字。 |
| U+1827 (ᠧ) |         |              |               |              |            |                                                                                   | ē              | е             | ēは借用語でのみ使用され、その字形は w と同じ。 |
| U+1828 (ᠨ) | [n]     |              | [ 13 ] [ 14 ] |              |            | 訥（1-2-3）（音節頭）、安（11-27-5）（音節末）                                    | n              | Н             | nは母音の後では点が付くが、それ以外では a,e と同形。 |
| U+1829 (ᠩ) | [ŋ]     |              |               |              |            | 昂（78-59-1）（音節末で）                                                         | ng             | Н, НГ         | この文字は固有語の音節末にのみ使われるため、語中形と語末形のみをもつ。チベット語の ང 、サンスクリットの ङ の転写に使われる。この字母は nと gの合字。                                                                     |
| U+182A (ᠪ) | [b]     |              |               |              |            | 巴（1-27-1）、卜（小字、字尾にある時。）（244-10-2）                              | b              | Б, В          | 後続の母音と合字を形成する。 |
| U+182B (ᠫ) | [p]     |              |               |              |            |                                                                                   | p              | П             | 中世モンゴル語にはこの文字は無かった。チベット語の པ 、サンスクリットの प の転写に使われる。bから分化してできた字母。 |
| U+182C (ᠬ) | [χ]     |              |               |              |            | 中合（4-10-1）                                                                    | q (男性語)     | Х             | |
| U+182C (ᠬ) | [x]     |              |               |              |            | 可（2-2-1）、克（小字、字尾にある時。）（1-8-3）                                  | k (女性語)     | Х             | 対応する音声言語で区別される k、g は同一の文字であらわされる。 |
| U+182D (ᠭ) | [ɢ]     |              |               |              |            | 中合（4-9-1）、黑（小字、字尾にある時。）（1-24-3）                               | γ,ġ (男性語)   | Г             | この文字の前後に母音が隣接する場合、対応する音声言語では γ が発音されず隣接する母音を長母音として発音することが多い。qから分化してできた字母。                                                                           |
| U+182D (ᠭ) | [ɡ]     |              |               |              |            | 格（1-12-1）                                                                      | g (女性語)     | Г             | k、gは同形。γ同様対応する音声言語では脱落し長母音を成す。 |
| U+182E (ᠮ) | [m]     |              |               |              |            | 馬（2-3-2）                                                                       | m              | М             | |
| U+182F (ᠯ) | [ɬ]     |              |               |              |            | 剌（1-24-4）、勒（小字、字尾にある時。）（1-12-5）                                | l              | Л             | 音節末において元人訳では /n/ 音と混同されることがある。 |
| U+1830 (ᠰ) | [s]     |              |               |              |            | 撒（6-12-1）、速（u音を伴う）（5-28-3）、速（小字でも字尾でもない。）（270-44-3） | s              | С             | |
| U+1831 (ᠱ) | [ɕ]     |              |               |              |            | 沙（273-13-3）（ただし用字上ではsと混同されることがある）                         | š              | Ш             | sから分化してできた字母。元朝秘史の時代の資料では大抵母音 i を伴っていた。 |
| U+1832 (ᠲ) | [t]     |              |               |              |            | 塔（1-27-2）、惕（小字、字尾にある時。）（3-22-4）、答（6-23-3）                  | t              | Т             | 対応する音声言語で区別される t, d も伝統的には文字上区別されない。外来語はこの限りではない。 |
| U+1833 (ᠳ) | [d]     | d            | Д             |              |            | 塔（1-27-2）、惕（小字、字尾にある時。）（3-22-4）、答（6-23-3）                  |                |               | 対応する音声言語で区別される t, d も伝統的には文字上区別されない。外来語はこの限りではない。 |
| U+1834 (ᠴ) | [ʨ, ʦ]  |              |               |              |            | 察（2-3-3）                                                                       | č              | Ч, Ц          | ハルハ・モンゴル語などで区別される /ʨʰ/ 、 /ʦʰ/ は対応する文字では伝統的に区別されないが、前者は母音 i を伴うことが多い。チャハル・モンゴル語では前者の音が対応する。                                                    |
| U+1835 (ᠵ) | [ʥ, ʣ]  |              |               |              |            | 札（1-7-1）                                                                       | ǰ              | Ж, З          | č と同様に、ハルハ・モンゴル語では2種類の子音が対応する。初期には y- と混同された。 |
| U+1836 (ᠶ) | [j]     |              |               |              |            | 牙（34-6-1）                                                                      | y              | Е, Ё, И, Ю, Я | iから分化してできた字母。 |
| U+1837 (ᠷ) | [r]     |              |               |              |            | 舌剌（4-9-3）、兒（字尾にある時。小字でない。）（1-3-4）                          | r              | Р             | 固有語や古い借用語では語頭に現れない。 |
| U+1838 (ᠸ) | [β, w]  |              |               |              |            |                                                                                   | v              | В             | サンスクリットの व や漢語ピンインの w の転写に使われる。iから分化してできた字母。 |
| U+1839 (ᠹ) | [f]     |              |               |              |            |                                                                                   | f              | Ф             | 中世モンゴル語にこの文字は無かった。bから分化してできた字母。 |
| U+183A (ᠺ) |         |              |               |              |            |                                                                                   | (k,gh)         | г             | 外来語の表記に使用。 |
| U+183B (ᠻ) | [k]     |              |               |              |            |                                                                                   | ḳ              | К             | 中国語の「可」の声母、ロシア語の К などの転写に使われる。gから分化してできた字母。 |
| U+183C (ᠼ) | [ʦʰ]    |              |               |              |            |                                                                                   | (c)            | (ц)           | チベット語の ཚ 、サンスクリット語の छ の転写に使われる。一見、下の発音と対になっているように見えるが、現在ではチベット語の影響を受けて /ʦʰ/ という発音を表す。外国語の転写にも用いられる。čから分化してできた字母。      |
| U+183D (ᠽ) | [ʣ]     |              |               |              |            |                                                                                   | (z)            | (з)           | チベット語の ཛ 、サンスクリット語の ज の転写に使われる。一見、上の発音と対になっているように見えるが、現在ではチベット語の影響を受けて /ʣ/ という発音になっている。外国語の転写にも用いられる。čから分化してできた字母。 |
| U+183E (ᠾ) | [(h)]   |              |               |              |            |                                                                                   | (h)            | (г, х)        | サンスクリット語では ह に相当する。またこの字は、一部の有声子音の後に直接続けて、有声有気音を表す（lh、つまりチベット語の ལྷのように）。外国語の転写にも用いられる。                                                      |
| U+1840 (ᡀ) |         |              |               |              |            |                                                                                   | lh             | лх            | 外来語の表記に使用。ᡀᠠᠰᠠ (lhasa) など。 |
| U+183F (ᠿ) | [(ʐ)]   |              |               |              |            |                                                                                   | (ř)            | (-,-)         | 内モンゴルで、中国語の'r (ㄖ)'を転写するのに用いられる（後述の#関連項目参照）。 |
| U+1841 (ᡁ) | [(ʈʂ)]  |              |               |              |            |                                                                                   | (zh)           | (-,-)         | 内モンゴルで、中国語の'zh (ㄓ)'を転写するのに用いられる（後述の#関連項目参照）。母音iを伴う。 |
| U+1842 (ᡂ) | [(ʈʂʰ)] |              |               |              |            |                                                                                   | (ch)           | (-,-)         | 内モンゴルで、中国語の'ch (ㄔ)'を転写するのに用いられる（後述の#関連項目参照）。母音iを伴う。 |

### 書写例
| 仿古書体                 | 現代印刷書体（白体）                                                          | |
|                          |                                                                               | \| \| \| \| 左側の単語を分析すると： \| \| \| \| は v の語頭形。 \| \| \| は i の語中形で、子音の後ろに接続するもの。 \| \| \| は k の語中形（後ろの i のために陽性の qではなく、陰性の k が接続している）。 \| \| \| は i の語中形、子音の後ろに接続するもの。 \| \| \| は p の語中形。 \| \| \| は e の語中形（e/a は語中で同形）。 \| \| \| は d の語中形（d/t は語中で同形）。 \| \| \| は i の語中形、子音の後ろに接続するもの。 \| \| \| は y の語中形。 \| \| \| は a の語尾形（e/a は語尾でも同形）。 \| \| \| 繋げると、"vikipediya" となる。 \| |
|                          |                                                                               | |
| 左側の単語を分析すると： |                                                                               | |
|                          | は v の語頭形。                                                               | |
|                          | は i の語中形で、子音の後ろに接続するもの。                                   | |
|                          | は k の語中形（後ろの i のために陽性の qではなく、陰性の k が接続している）。 | |
|                          | は i の語中形、子音の後ろに接続するもの。                                     | |
|                          | は p の語中形。                                                               | |
|                          | は e の語中形（e/a は語中で同形）。                                           | |
|                          | は d の語中形（d/t は語中で同形）。                                           | |
|                          | は i の語中形、子音の後ろに接続するもの。                                     | |
|                          | は y の語中形。                                                               | |
|                          | は a の語尾形（e/a は語尾でも同形）。                                         | |
|                          | 繋げると、"vikipediya" となる。                                               | |

### 文字と発音の対応関係
モンゴル文字は歴史的な綴りを保存しているため、モンゴル文字では主に第二音節以降の短母音に関して表記と発音が乖離している。ここではモンゴル文字のラテン文字転写とキリル文字表記を主に用いて説明する。
閉音節化
短母音が脱落する。
例外的に脱落しない場合、長母音化する。
語中音節短母音の脱落
三音節からなる閉音節語、二重母音で終わる語は第二音節の短母音が脱落する。
長母音化
母音間のγ, g, bは脱落し長母音になることが多い。iy_a、iy_eも長母音に発音されることが多い。二重母音も長母音化することがしばしばある。短母音で表記されていても長母音であることがある。
母音同化
母音が口語で前後の母音に影響されて同化することがある。
不規則な綴り
その他、不規則な綴の単語がある。（bars/бар「虎」、tngri/тэнгэр「天」、kümün/хүн「人」、ebedčin/өвчин「病気」など）

## Unicode収録位置
Unicode 3.0 にて収録された（U+18AA のみ Unicode 5.1 にて収録）。
| U+   | 0 | 1 | 2 | 3 | 4 | 5 | 6 | 7 | 8 | 9 | A | B | C | D | E | F |
| ---- | - | - | - | - | - | - | - | - | - | - | - | - | - | - | - | - |
| 1800 | ᠀ | ᠁ | ᠂ | ᠃ | ᠄ | ᠅ | ᠆ | ᠇ | ᠈ | ᠉ | ᠊ | ᠋  | ᠌  | ᠍  | ᠎  |   |
| 1810 | ᠐ | ᠑ | ᠒ | ᠓ | ᠔ | ᠕ | ᠖ | ᠗ | ᠘ | ᠙ |   |   |   |   |   |   |
| 1820 | ᠠ | ᠡ | ᠢ | ᠣ | ᠤ | ᠥ | ᠦ | ᠧ | ᠨ | ᠩ | ᠪ | ᠫ | ᠬ | ᠭ | ᠮ | ᠯ |
| 1830 | ᠰ | ᠱ | ᠲ | ᠳ | ᠴ | ᠵ | ᠶ | ᠷ | ᠸ | ᠹ | ᠺ | ᠻ | ᠼ | ᠽ | ᠾ | ᠿ |
| 1840 | ᡀ | ᡁ | ᡂ | ᡃ | ᡄ | ᡅ | ᡆ | ᡇ | ᡈ | ᡉ | ᡊ | ᡋ | ᡌ | ᡍ | ᡎ | ᡏ |
| 1850 | ᡐ | ᡑ | ᡒ | ᡓ | ᡔ | ᡕ | ᡖ | ᡗ | ᡘ | ᡙ | ᡚ | ᡛ | ᡜ | ᡝ | ᡞ | ᡟ |
| 1860 | ᡠ | ᡡ | ᡢ | ᡣ | ᡤ | ᡥ | ᡦ | ᡧ | ᡨ | ᡩ | ᡪ | ᡫ | ᡬ | ᡭ | ᡮ | ᡯ |
| 1870 | ᡰ | ᡱ | ᡲ | ᡳ | ᡴ | ᡵ | ᡶ | ᡷ |   |   |   |   |   |   |   |   |
| 1880 | ᢀ | ᢁ | ᢂ | ᢃ | ᢄ | ᢅ  | ᢆ  | ᢇ | ᢈ | ᢉ | ᢊ | ᢋ | ᢌ | ᢍ | ᢎ | ᢏ |
| 1890 | ᢐ | ᢑ | ᢒ | ᢓ | ᢔ | ᢕ | ᢖ | ᢗ | ᢘ | ᢙ | ᢚ | ᢛ | ᢜ | ᢝ | ᢞ | ᢟ |
| 18A0 | ᢠ | ᢡ | ᢢ | ᢣ | ᢤ | ᢥ | ᢦ | ᢧ | ᢨ | ᢩ  | ᢪ |   |   |   |   |   |

## パソコンでの実装
モンゴル文字は特殊な表示方式のため、システム上で正確に表示しようとすると、フォントとシステムモジュールの両方同時に対応する必要があり、どちらも対応して初めて表示が可能になる。そうでなければ、画面では誤った表示をすることになる。
まず、システムにはモンゴル文字を表示するモジュールをインストールする必要がある。Microsoft Windows 2000/XP/2003のOSでは、システムのUniscribeモジュール（usp10.dll）を最新版にしなければならない。この他にも、Uniscribeと合致したOpenTypeフォント一式が必要である。Microsoft Windows Vista/2008には、既に文字を支援するモジュールとフォントを提供している。現時点では、Windows Vista/2008付属のフォントを除いて、Code2000（変形にはまだ誤りが存在する）・Mongolian Baiti（変形にはまだ誤りが存在する）だけがモンゴル文字を表示することができ、Daicing White が満洲文字とシボ文字・ダフール文字を正確に表示できる。
もし、システムに最新版のUniscribeモジュールがなければ、一字母ごとに表示形を表示することになる。しかし、フォントが対応していなければ、字母が誤って表示されることもありうる（表示が語頭形になったり誤った変形体を用いたりするなど）。
現在、非Unicodeや一部がUnicodeに基づくモンゴル文字フォントと入力システムが市場の大部分を占めている。
CMs*などのように、Linuxシステムであれば、Unicodeモンゴル文字フォントを入れるだけで、英文キーボードを使ってモンゴル文字を入力でき、特別な文字入力システムや文書編集機器は不要であるが、表示字体の方向は英文のように左から右への横書きであり、その他の西洋文書や学術文献と同一ページに共存するのには都合が良いが、伝統的な書写方のように左から右へ縦書きするには、OpenOffice.org WriterやLibreOffice Writerのような組版ソフトの文書方向の変更を利用することで、その問題を解決できる。
Unicodeモンゴル文字は、2018年の実装において相互運用性がなく、フォント依存となっている。すなわち、Unicodeモンゴル文字がフォントAで正しく表示されても、フォントBで正しく表示される保証はない。この問題についてはユニコードコンソーシアムで活発に議論されている。